# اوگلیچ
شهر اوگلیچ (به روسی: Углич) در کشور روسیه و در اوبلاست یاروسلاول واقع شده‌است.